# ウィリアムズ・FW41
ウィリアムズ・FW41 (Williams FW41) は、ウィリアムズが2018年のF1世界選手権参戦用に開発したフォーミュラ1カーである。

## 概要
2018年2月15日の体制発表会で初公開された。前年3月にメルセデスから移籍したパディ・ロウの指揮の下で制作された最初のマシンで、新たなコンセプトのもとに設計しパフォーマンス向上を目指したとロウは語っている。前年のFW40との大きな違いはマシンサイドの形状やフェアリングで、フェラーリ・SF70Hに酷似したものになっている。

## 2018年シーズン
ドライバーはランス・ストロールが残留、引退したフェリペ・マッサに代わってセルゲイ・シロトキンが起用された。リザーブ兼開発ドライバーにはロバート・クビサが就任した。
テストの段階で不安視されていたが、それが現実となってしまった。第3戦中国GP終了までの結果を比較した場合、前年はここまでの間にストロールが予選Q3進出を果たしたレースやマッサがポイントを獲得していたのに対し、本年は予選Q3進出どころかQ1敗退やバックマーカーの常連であり、第4戦アゼルバイジャンGPで両者Q2進出。最終的にはストロールが8位入賞を果たし、何とかノーポイントの事態は避けられた。だが、第13戦ベルギーGPまで入賞圏外が続き、第14戦イタリアGPでストロールが今季初のQ3進出し、ハースのロマン・グロージャンの失格によりダブル入賞(シロトキンは繰り上げによる初入賞)を果たした。最終的には、同じメルセデスのパワーユニット(PU)を使うものの前半戦まで深刻な資金難により不調傾向だったフォース・インディア、アルファロメオの支援を受けて復調傾向のザウバー、そして、ホンダPUに変更しセットアップに苦しんだスクーデリア・トロ・ロッソにすら後塵を拝する状況で、コンストラクターズランキング最下位に終わった。
マシンのパフォーマンスの問題は深刻であり、予選では事実上全チームの中で最下位の結果が続いており、運よくQ2進出ができるレベルである。また、イタリアGPのQ3進出は、グリッドペナルティの影響や他車の予選の不調に助けられたものであり、自力で得たとは言い難かった。ストロールは第2戦バーレーンGPの予選終了後に「グリッドで最も遅いマシン」と酷評。シロトキンもチーム離脱決定後に「不快な驚きを覚えるほどのパフォーマンスの低さ」と酷評されるコメントが出るほどで、現に第10戦イギリスGPでは予選Q1中に両者スピンしてピットレーンスタートを招くなど、ドライバーの腕でカバーできないレベルの状況であった。
第三者から見ても、第5戦スペインGPのFP1でテスト走行を行ったクビカはマシンバランスの悪さ、チームアドバイザーを務めるアレクサンダー・ブルツは空力に問題を抱えていると考えている。そのため、5月にはチーフデザイナーのエド・ウッドと空力責任者のディルク・デ・ビアが相次いで離脱し、パフォーマンスエンジニアリング責任者のロブ・スメドレーもシーズン終了をもって離脱する事態に陥った。

## スペック

### シャシー
- 型式：FW41
- シャシー構造：カーボンファイバー/ハニカムコンポジット構造
- フロントサスペンション：プッシュロッド式ダブルウィッシュボーン/スプリング&アンチロールバー
- リアサスペンション：プルロッド式ダブルウィッシュボーン/スプリング&アンチロールバー
- ギアボックス：ウィリアムズ 8速シームレスシーケンシャル・セミオートマチック+リバース/電子油圧制御によるギアセレクト
- クラッチ：カーボンマルチプレート
- ダンパー：ウィリアムズ製
- ホイール：ダイキャスト製鍛造マグネシウム
- タイヤ：ピレリ P-Zero
- ブレーキシステム：APレーシング 6ピストン（フロント）、4ピストン（リア）キャリパー/カーボンディスクブレーキ&パッド
- ステアリング：ウィリアムズ製パワーアシスト・ラック・アンド・ピニオン
- 燃料システム：ケブラー強化ゴムタンク
- 電子システム：FIA SECU スタンダードECU
- 冷却システム：アルミオイル&冷却水、ギアボックス・ラジエーター
- コックピット：75mmショルダーストラップ&HANSシステム付6点式シートベルト/着脱式ドライバー専用カーボンファイバーシート
- 全高：950mm
- 全幅：2,000mm
- 重量：733kg（燃料・冷却水・ドライバー含む）

### パワーユニット
- 型式：メルセデス M09 EQ Power+
- 排気量：1,600cc
- 気筒数・角度：V型6気筒・90度
- バルブ数：24
- 最高回転数：15,000rpm（レギュレーションで規定）
- 最大燃料流量：100kg/h（10,500rpm以上）
- 燃料噴射：高圧直噴（1インジェクター/シリンダーあたり最大500bar）
- 排気タービンの最大回転数：125,000rpm
- ERS：メルセデスAMG HPP（ハイ・パフォーマンス・パワートレインズ）

## 記録
| 年   | No. | ドライバー | 1   | 2   | 3   | 4   | 5   | 6   | 7   | 8   | 9   | 10  | 11  | 12  | 13  | 14  | 15  | 16  | 17  | 18  | 19  | 20  | 21  | ポイント | ランキング |
| 年   | No. | ドライバー | AUS | BHR | CHN | AZE | ESP | MON | CAN | FRA | AUT | GBR | GER | HUN | BEL | ITA | SIN | RUS | JPN | USA | MEX | BRA | ABU | ポイント | ランキング |
| ---- | --- | ---------- | --- | --- | --- | --- | --- | --- | --- | --- | --- | --- | --- | --- | --- | --- | --- | --- | --- | --- | --- | --- | --- | -------- | ---------- |
| 2018 | 18  | ストロール | 14  | 14  | 14  | 8   | 11  | 17  | Ret | 17† | 13  | 12  | Ret | 17  | 13  | 9   | 14  | 15  | 17  | 14  | 12  | 18  | 13  | 7        | 10位       |
| 2018 | 35  | シロトキン | Ret | 15  | 15  | Ret | 14  | 16  | 17  | 15  | 14  | 14  | Ret | 16  | 12  | 10  | 19  | 18  | 16  | 13  | 13  | 16  | 15  | 7        | 10位       |

- 太字はポールポジション、斜字はファステストラップ（key）
- † 印はリタイアだが、90%以上の距離を走行したため規定により完走扱い。